# Wilhelmus
Wilhelmus (Wilhelmus van Nassouwe) je nacionalna himna kraljevine Nizozemske. Smatra se da ima najstariju melodiju himne na svijetu, a službena himna Nizozemske je postala 1932. godine kada je zamijenila himnu Wien Neêrlands Bloed.

## Stihovi himne
| Kratka inačica | Cijela himna |
| --- | --- |
| Wilhelmus van Nassauwe ben ik, van Duitsen bloed, den vaderland getrouwe blijf ik tot in den dood. Een Prinse van Oranje ben ik, vrij onverveerd, den Koning van Hispanje heb ik altijd geëerd. Mijn schild ende betrouwen zijt Gij, o God mijn Heer op U zo wil ik bouwen Verlaat mij nimmermeer Dat ik doch vroom mag blijven uw dienaar t'aller stond de tirannie verdrijven die mij mijn hart doorwondt | Wilhelmus van Nassouwe ben ik, van Duitsen bloed, den vaderland getrouwe blijf ik tot in den dood. Een Prince van Oranje ben ik, vrij onverveerd, den Koning van Hispanje heb ik altijd geëerd. In Godes vrees te leven heb ik altijd betracht, daarom ben ik verdreven, om land, om luid gebracht. Maar God zal mij regeren als een goed instrument, dat ik zal wederkeren in mijnen regiment. Lijdt u, mijn onderzaten die oprecht zijt van aard, God zal u niet verlaten, al zijt gij nu bezwaard. Die vroom begeert te leven, bidt God nacht ende dag, dat Hij mij kracht zal geven, dat ik u helpen mag. Lijf en goed al te samen heb ik u niet verschoond, mijn broeders hoog van namen hebben 't u ook vertoond: Graaf Adolf is gebleven in Friesland in den slag, zijn ziel in 't eeuwig leven verwacht den jongsten dag. Edel en hooggeboren, van keizerlijken stam, een vorst des rijks verkoren, als een vroom christenman, voor Godes woord geprezen, heb ik, vrij onversaagd, als een held zonder vreden mijn edel bloed gewaagd. Mijn schild ende betrouwen zijt Gij, o God mijn Heer, op U zo wil ik bouwen, Verlaat mij nimmermeer. Dat ik doch vroom mag blijven, uw dienaar t'aller stond, de tirannie verdrijven die mij mijn hart doorwondt. Van al die mij bezwaren en mijn vervolgers zijn, mijn God, wil doch bewaren den trouwen dienaar dijn, dat zij mij niet verassen in hunnen bozen moed, hun handen niet en wassen in mijn onschuldig bloed. Als David moeste vluchten voor Sauel den tiran, zo heb ik moeten zuchten als menig edelman. Maar God heeft hem verheven, verlost uit alder nood, een koninkrijk gegeven in Israël zeer groot. Na 't zuur zal ik ontvangen van God mijn Heer dat zoet, daarnaar zo doet verlangen mijn vorstelijk gemoed: dat is, dat ik mag sterven met eren in dat veld, een eeuwig rijk verwerven als een getrouwen held. Niet doet mij meer erbarmen in mijnen wederspoed dan dat men ziet verarmen des Konings landen goed. Dat u de Spanjaards krenken, o edel Neerland zoet, als ik daaraan gedenke, mijn edel hart dat bloedt. Als een prins opgezeten met mijner heireskracht, van den tiran vermeten heb ik den slag verwacht, die, bij Maastricht begraven, bevreesde mijn geweld; mijn ruiters zag men draven zeer moedig door dat veld. Zo het den wil des Heren op dien tijd had geweest, had ik geern willen keren van u dit zwaar tempeest. Maar de Heer van hierboven, die alle ding regeert, die men altijd moet loven, en heeft het niet begeerd. Zeer christlijk was gedreven mijn prinselijk gemoed, standvastig is gebleven mijn hart in tegenspoed. Den Heer heb ik gebeden uit mijnes harten grond, dat Hij mijn zaak wil redden, mijn onschuld maken kond. Oorlof, mijn arme schapen die zijt in groten nood, uw herder zal niet slapen, al zijt gij nu verstrooid. Tot God wilt u begeven, zijn heilzaam woord neemt aan, als vrome christen leven,- 't zal hier haast zijn gedaan. Voor God wil ik belijden en zijner groten macht, dat ik tot genen tijden den Koning heb veracht, dan dat ik God den Heere, der hoogsten Majesteit, heb moeten obediëren in der gerechtigheid. |